# Эндоскопический фейслифтинг
Эндоскопический фейслифтинг — хирургическая подтяжка лица, выполняемая по новейшим эндоскпическим методикам. Эндоскопическая хирургия появилась около 30 лет назад, однако её методики были перенесены в области эстетической медицины лишь 10 лет назад. Пластику лица с использованием эндоскопической техники впервые описал доктор Рамирес (США). Эти  методики дают хорошие результаты, разрезы при подтяжке лица относительно невелики и малозаметны. Ключевым моментом эндоскопической техники является не иссечение ткани, а её репозиция. Эндоскопическая техника в основном применяется в верхних и средних отделах, значительно реже в нижних отделах лица.

## Анестезия
При эндоскопическом фейслифтинге применяется общая анестезия.

## Показания при эндоскопической подтяжке верхней зоны лица
- «нависание» бровей;
- хмурое, усталое выражение лица;
- глубокие межбровные морщины;
- глубокие горизонтальные морщины вдоль линии лба;
- опущение средней зоны лица;
- наличие «малярных мешков» и «суфов».

## Реабилитация
Послеоперационная реабилитация в зависимости от объёмов проведенной коррекции составляет от 7 дней до 4 недель.